# De la jeunesse et de la vieillesse, de la vie et de la mort
De la jeunesse et de la vieillesse, de la vie et de la mort (en grec ancien : Περὶ Νεότητος καὶ Γήρως καὶ Ζωῆς καὶ Θανάτου, en latin : De Juventute et Senectute, De Vita et Morte) est un opuscule d'Aristote qui traite du déroulement biologique de la vie.

## Présentation générale

### Contenu
Le traité De la jeunesse et de la vieillesse, de la vie et de la mort, est l'un des plus courts de tous ceux écrits par Aristote. L'auteur cherche à expliquer ces phénomènes de vie et de mort de manière empirique. L'auteur réutilise la théorie des quatre modes de l'âme exposée dans De l'âme. L'auteur s'oppose dans l'opuscule à Démocrite.

### Historique de publication
Dans le cadre du corpus aristotélicien, Immanuel Bekker classe De la jeunesse et de la vieillesse, de la vie et de la mort parmi les ouvrages de physique, c'est-à-dire ceux par lesquels Aristote étudie la nature. Ce traité fait plus précisément partie des Parva naturalia, c'est-à-dire une collection de sept essais de petite taille écrits par le Stagirite.

## Résumé

### Chapitre I
Aristote rappelle qu'il a déjà traité de la question de l'âme dans un ouvrage dédié, et qu'il a montré que l'essence de l'âme n'est pas le corps. L'âme se trouve bien dans le corps. Une seule partie, l'âme, fait vivre l'animal, car l'âme est un souffle de vie. Tous les êtres vivants ont ce souffle de vie, mais il diffère selon le type d'âme. Cette dernière peut être végétative, sensitive, etc.
L'auteur distingue les parties du corps entre la partie haute et la partie basse. La partie haute est celle par laquelle entre la nourriture, tandis que le bas est la partie qui rejette. Le « principe qui nourrit est au centre de ces parties diverses » (« τὴν θρεπτικὴν ἀρχὴν ἔχοι ἂν ἐν μέσῳ τούτων »). Cette disposition est inversée chez les plantes, qui se nourrissent par leurs racines, qui sont en bas.

### Chapitre II
Tous les animaux se divisent en trois parties. La partie intermédiaire, celle qui ne permet ni d'ingérer ni d'expulser, « se nomme la poitrine ». Selon Aristote, « le principe de l'âme nutritive paraît se trouver au centre de ces trois parties » (« τῆς θρεπτικῆς ἀρχὴ ψυχῆς ἐν τῷ μέσῳ τῶν τριῶν μορίων »). Cela s'observe expérimentalement : beaucoup d'animaux peuvent continuer à vivre lorsqu'on a enlevé la partie qui permet d'ingérer et celle qui permet d'expulser. Aristote donne l'exemple des guêpes.

### Chapitre III
Aristote cherche à démontrer que les plantes et les animaux bénéficient du principe de divisibilité et de permanence de la vie, même après que la division a eu lieu. Il rapporte l'observation d'une graine, qui dispose de deux valves, avec un centre au milieu qui soude les deux.
Chez les animaux qui ont du sang, le cœur joue un rôle similaire. Aristote rappelle la thèse qu'il a soutenue dans les Parties des animaux, selon laquelle « le sang est, dans les animaux qui en ont, nourriture définitive dont se forment les parties qui les composent ». Il conclut que chez ces animaux, « le principe de l'âme sensible et nutritive est aussi dans le cœur » (« τῆς θρεπτικῆς ψυχῆς ἐν τῇ καρδίᾳ τὴν ἀρχὴν εἶναι τοῖς ἐναίμοις »).
Le Stagirite soutient que le goût et le toucher aboutissent dans le cœur. Les autres organes des sens communiquent avec cette partie du corps.

### Chapitre IV
Aristote énonce un axiome : « la nature tâche toujours de faire le mieux possible » (« τὴν φύσιν ὁρῶμεν ἐν πᾶσιν ἐκ τῶν δυνατῶν ποιοῦσαν τὸ κάλλιστον »). Il revient sur la conclusion du chapitre précédent, selon lequel le milieu de la substance de l'être accomplit le plus parfaitement sa fonction en étant en rapport avec le principe qui ingère et le principe qui rejette.
Les parties de l'animal et le corps entier bénéficient d'une chaleur naturelle innée lorsque l'animal est en vie. Une fois privés de la vie, le corps va vers le contraire, c'est-à-dire le froid.

### Chapitre V
Le feu de la vie, dont le siège est le cœur, peut être exposé à deux types de destruction : ou bien il s'éteint ; ou bien il est étouffé. Lorsque le feu s'éteint, c'est qu'il s'est détruit lui-même ; il s'agit de la mort par vieillesse. Dans le cas d'un étouffement, il s'agit d'une destruction violente. Ces deux fins peuvent venir d'une même cause : par exemple, la nourriture venant à manquer, l'animal ne se nourrit plus, ce qui tarit le feu ; alors, l'être ne peut plus se nourrir, ce qui le tue.

### Chapitre VI
Aristote s'intéresse ici aux végétaux et à la conservation de la chaleur naturelle chez ces derniers.

## Postérité
Ce traité est l'un des moins connus d'Aristote. Il a pourtant fait l'objet de commentaires durant l'Antiquité. Ainsi d'Alexandre d'Aphrodise, qui cite De la jeunesse et de la vieillesse, de la vie et de la mort. Il abonde dans le sens d'Aristote au sujet de la partie intermédiaire du corps.